# Gemerská Ves
Gemerská Ves es un municipio del distrito de Revúca en la región de Banská Bystrica, Eslovaquia, con una población estimada a final del año 2024 de 992 habitantes.
Se encuentra ubicado al este de la región, en la cuenca hidrográfica del río Sajó —un afluente derecho del río Tisza— y cerca de la frontera con la región de Košice.

## Demografía
| Año        | 1994 | 2004    | 2014    | 2024    |
| ---------- | ---- | ------- | ------- | ------- |
| Población  | 879  | 963     | 962     | 992     |
| Diferencia |      | +9,55 % | −0,10 % | +3,11 % |

| Año        | 2023 | 2024    |
| ---------- | ---- | ------- |
| Población  | 987  | 992     |
| Diferencia |      | +0,50 % |